# 卡內基山脈
82°11′S 161°10′E / 82.183°S 161.167°E
卡內基山脈（英語：Carnegie Range）是南極洲的山脈，位於沙克爾頓海岸，長33公里，西面是埃倫特冰川和霍利約克山脈，東面是阿爾吉冰川和納什山脈，海拔高度超過1,400米，現時由南極條約體系管理。